# Олимпийский комитет Омана
Олимпийский комитет Омана (араб. عمان اللجنة الأولمبية‎) — организация, представляющая Оман в международном олимпийском движении. Основан и зарегистрирован в МОК в 1982 году.
Штаб-квартира расположена в Маскате. Является членом Международного олимпийского комитета, Олимпийского совета Азии и других международных спортивных организаций. Осуществляет деятельность по развитию спорта в Омане.